# Georges Lazzarino
Pour les articles homonymes, voir Lazzarino.
 (juin 2021).
Si vous disposez d'ouvrages ou d'articles de référence ou si vous connaissez des sites web de qualité traitant du thème abordé ici, merci de compléter l'article en donnant les références utiles à sa vérifiabilité et en les liant à la section « Notes et références ».
Georges Lazzarino, né le 19 février 1921 à Port-de-Bouc (Bouches-du-Rhône) et mort le 21 février 2002 à Plan-de-Cuques (Bouches-du-Rhône), est un homme politique français.

## Biographie
Le père de Georges Lazzarino, Henri, était un immigré italien installé à Port-de-Bouc où il tenait un bar. Georges fait des études élémentaires jusqu'au brevet, qui lui permet d'entrer aux Chantiers de Provence comme traceur.
Dans le sillage de son père, secrétaire de la section SFIO de la ville de 1934 à 1939, il adhère aux jeunesses socialistes en 1936. Mais, après la grève de novembre 1938, à laquelle, en tant que militant CGT, il participe, il rompt avec les socialistes et rejoint les jeunesses communistes.
Le père et le fils s'engagent cependant dans la résistance et la clandestinité. Henri au sein des Mouvements unis de la Résistance, et Georges, après un passage dans les chantiers de jeunesses, réfractaire au STO, dans les Forces unies de la jeunesse patriotique.
Alors qu'Henri est arrêté en janvier 1944, et fusillé en juin, Georges échappe aux allemands et participe aux combats de la libération dans les Bouches-du-Rhône.
Après la guerre, il reprend l'activité militante tant à la CGT qu'au PCF, étant secrétaire à l'organisation de la cellule de Port-de-Bouc. Il est alors proche de Léon David, dont il épouse la fille en 1945.
Lors de la grève des chantiers de Provence, en 1949, il est remarqué par les dirigeants communistes locaux. Après un passage par l'école centrale du PCF, il entre au comité fédéral des Bouches-du-Rhône.
Il fait ensuite l'essentiel de sa carrière politique dans l'appareil du parti : entré au comité central en 1956, il succède à Pierre Doize comme secrétaire de la fédération communiste départementale en 1964.
Sur le plan électoral, son seul mandat est pendant longtemps celui de conseiller municipal de Port-de-Bouc, élu en 1953 sur la liste menée par René Rieubon. Il est plusieurs fois candidat à d'autres élections, mais soit en position inéligible, comme lors des élections législatives de 1951, soit dans des circonscriptions peu acquises aux communistes.
En 1971, il est élu conseiller municipal à Marseille. Deux ans plus tard, il l'emporte lors des législatives et siège pour deux mandats à l'Assemblée nationale, jusqu'à ce qu'il soit battu, en 1981.
Dans les années 1980, il se retire progressivement de la vie politique, laissant en 1982 la direction fédérale à Robert Bret, puis quittant le comité central en 1985. Au niveau local, il siège au bureau fédéral jusqu'en 1987, puis quitte toutes responsabilités en 1990.

## Détail des fonctions et des mandats
Mandats parlementaires
- 11 mars 1973 - 2 avril 1978 : Député de la 5e circonscription des Bouches-du-Rhône
- 19 mars 1978 - 22 mai 1981 : Député de la 5e circonscription des Bouches-du-Rhône

Mandats municipaux
- 1953 - 1971 : Conseiller municipal de Port-de-Bouc
- 1971 - 1983 : Maire-Adjoint de Marseille[1]